# Sistemul nervos central
Sistemul nervos central (SNC) (sau sistemul nervos al vieții de relație sau sistemul nervos cerebro-spinal) este reprezentat de organele nervoase care constituie encefalul, adăpostit de cutia craniană și măduva spinării, în canalul medular al coloanei vertebrale. 
SNC constituie în ansamblul său împreună cu sistemul nervos vegetativ (SNV) deține controlul neuroendocrin asupra organismului, posedând o dublă calitate de control involuntar cât și voluntar. 
Protecția mecanică a sistemului nervos central se realizează prin existența unui înveliș protector format din meninge și lichidul cefalorahidian.
Dezvoltările din anii '50 din domeniul ciberneticii, au fost adoptate și de neuroștiință, astfel încât SNC este văzut ca un sistem cu rol de a procesa informațiile din mediul extern, a coordona viața de relație și de a genera un anumit comportament. 

## Dezvoltarea sistemului nervos central
Din perspectivă filogenetică, SNC apare ca formă superioară conducerii neuroide existentă la bureți și sistemului nervos simpatic existent la viermi și artropode. Gradul de complexitate și organizare structurală crește filogenetic astfel că la vertebrate avem sistem nervos de tip tubular. În timp ce în creierul reptilian telencefalul este doar o zonă apendiculară al bulbului olfactiv, ea reprezintă majoritatea volumului creierului mamiferelor. Sistemul nervos la vertebrate este situat dorsal tubului digestiv și prezintă o diferențiere importantă în două porțiuni - una intracraniană (encefal) și o porțiune extracraniană medulară (măduva spinării) situată în canalul vertebral din interiorul coloanei vertebrale. 
La om, sistemul nervos apare în urma dezvoltării intrauterine a ectoblastului regiunii postero-mediale embrionare, situată anterior nodului lui Hensen și posterior de mugurele cordal. La acest nivel ectodermul se îngroașă formând placa neurală, ulterior șantul neural, care în dezvoltarea acestuia marginile se îngroașă devenind creste neurale. Dezvoltarea ulterioară facilitează transformarea șanțului neural, care se închide și devine tub neural. Închiderea începe medial către extremități, comunicarea cu exteriorul realizându-se prin intermediul neuroporului anterior și neuroporului posterior, care se vor închide ulterior.
Dezvoltarea ulterioară duce la formarea a trei vezicule: prozencefal, mezencefal și rombencefal. În săptămâna a 6-a, prozencefalul se împarte în telencefal și diencefal, iar rombelcefalul în metencefal și mielencefal. 

## Organizarea sistemului nervos central
| Sistemul nervos central | Encefal         | Prozencefal        | Telencefal  | Rinencefal, Amigdala, Hipocampus, Neocortex, Ganglionii bazali, Ventriculii laterali | Rinencefal, Amigdala, Hipocampus, Neocortex, Ganglionii bazali, Ventriculii laterali |
| Sistemul nervos central | Encefal         | Prozencefal        | Diencefal   | Epitalamus, Talamus, Hipotalamus, Subtalamus, Hipofiza, Epifiza, Ventriculul III     | Epitalamus, Talamus, Hipotalamus, Subtalamus, Hipofiza, Epifiza, Ventriculul III     |
| Sistemul nervos central | Encefal         | Trunchiul cerebral | Mezencefal  | Tectum, Pedunculii cerebrali, Pretectum, Apeductul lui Sylvius                       | Tectum, Pedunculii cerebrali, Pretectum, Apeductul lui Sylvius                       |
| Sistemul nervos central | Encefal         | Trunchiul cerebral | Rombencefal | Metencefal                                                                           | Puntea, Cerebel                                                                      |
| Sistemul nervos central | Encefal         | Trunchiul cerebral | Rombencefal | Mielencefal                                                                          | Medulla oblongata                                                                    |
| Sistemul nervos central | Măduva spinării |                    |             |                                                                                      |                                                                                      |

### Encefalul
Encefalul (creierul) este localizat în cutia craniană și are aproximativ 1500 g. Este legat de corp prin 12 perechi de nervi cranieni din care 10 perechi își au originea în trunchiul cerebral. Nervii sunt:
- senzitivi - aduc informații de la organele de simț la creier;
- motori - duc comenzi la mușchi;
- micști - cu fibre senzitive și motorii.

Encefalul este alcătuit din trunchiul cerebral, cerebel, diencefal și emisferele cerebrale.

#### Trunchiul cerebral
Localizare
- este localizat în continuarea măduvei;
- are formă de trunchi de con cu baza mare în sus;
- este alcătuit din substanță cenușie sub formă de nuclei și substanță albă printre ei și la exterior-

Cuprinde
- bulbul rahidian (lângă măduvă);
- puntea lui Varolio (localizată transversal);
- mezencefal conține nuclei importanți(exemple: nucleul roșu, substanța neagră sau nucleu cu rol de orientare vizuală și auditivă).

#### Cerebelul(creierul mic)
- este localizat în partea posterioară a cutiei craniene;
- este format din două emisfere cerebeloase brăzdate de șanțuri și cute unite printr-o formațiune, numită vermis (=vierme inelat).

#### Diencefalul (creierul intermediar sau creierul mare)
- este localizat în prelungirea trunchiului cerebral și acoperit de emisferele cerebrale;
- este alcătuit din mase de substanță nervoasă:
  - talamus;
  - metatalamus: cu rol vizual și auditiv;
  - epitalamus: conține glanda epifiză și are rol olfactiv;
  - hipotalamus.

### Măduva spinării
Localizare
- canalul vertebral

- îl ocupă în întregime (C1-L2)

Aspect
- formă cilindrică, ușor turtită antero-vertebral

- după L2, se continuă cu con medular și fillum terminale

- pe traseu prezintă 2 umflături, numite intumescențe: cervicală și lombară

- pe suprafață: șanțuri:

a)anterior: șanț adânc
b)posterior: șanț îngust și mai puțin adânc
- Măduva spinării se termină cu un manunchi de fibre, numit fillum terminale

- acoperită de 3 foițe meningiale:

- dura mater

- arahnoidă

- pia mater